# 弗朗西斯·贝尔
弗朗西斯·亨利·狄龙·贝尔爵士（Sir Francis Henry Dillon Bell） Template:Post-nominals/NZL-cats Template:Post-nominals/NZL-cats（1851年3月31日—1936年3月13日），新西兰政治家，在1912年—1925年历届梅西内阁中起过主要作用。1925年曾短时期任新西兰总理。原为律师。入政界后曾3次任惠灵顿市长。他是第一个新西兰本土出生的总理，有三个犹太血统，另外有犹太血统的为朱利叶斯·沃格尔和现任总理约翰·凯伊。

## 生平
弗朗西斯·贝尔出生于新西兰纳尔逊，是迪隆·贝尔爵士的长子。他母亲Margaret Hort是犹太人，但信奉基督教。贝尔在奥克兰文法学校和奥塔戈男子高中(Otago Boys' High School就读，学习成绩优异。 高中毕业后，他前往英格兰，入读剑桥大学圣约翰学院，1873年获得学士学位。回到新西兰，他开始在惠灵顿从事法律工作，参与组成贝尔、古利、麦肯齐和埃文斯律师事务所从1878年到1890年和1902年到1910年他在惠灵顿担任刑事律师，1901年到1918年担任一个著名的地方和国家法律协会主席。
他的政治生涯始于1891年、1892年和1896年当选惠灵顿市长。1893年—1896年任众议院议员期间与威廉·弗格森·梅西建立密切感情。1912年大选中梅西以改革党领袖成为主流，他任立法议会议长。1915年封为爵士。第一次世界大战后为梅西总理的左右臂，曾3次代理总理。1925年梅西死后出任总理，至改革党选出新领袖为止。
1935年，他被授予乔治五世国王银禧奖章（二十五周年紀念），1936年3月13日在惠灵顿去世。

## 备注
1. 1 2  Gardner, William James. . Dictionary of New Zealand Biography. Ministry for Culture and Heritage.   [29 September 2012].
2. ↑  . . University of Cambridge.
3. ↑  . The Evening Post. 6 May 1935: 4  [2 July 2013]. （原始内容存档于2016-03-06）.